# Campionato libico di calcio
Il campionato libico di calcio è articolato su tre livelli: il massimo livello nazionale, la Prima Lega, a cui prendono parte 24 squadre, il livello cadetto, la Seconda Divisione, cui prendono parte 39 squadre, e la Terza Divisione.

## Struttura
| Livello | Divisioni                    |
| ------- | ---------------------------- |
| 1       | Prima Lega 24 squadre        |
| 2       | Seconda Divisione 39 squadre |
| 3       | Terza Divisione ? squadre    |